# Karlo Letica
Karlo Letica [kâːrlo lětitsa] (* 11. Februar 1997 in Split) ist ein kroatischer Fußballtorwart. Er steht seit 2023 bei Lausanne-Sport unter Vertrag.

## Verein
Letica spielte in seiner Jugend für den NK Omiš, ehe er 2008 in die Akademie von Hajduk Split wechselte. Am 16. März 2014 saß er bei einem 1:1-Auswärtsremis gegen den NK Osijek erstmals in einem Ligaspiel der Profis auf der Ersatzbank. Im Seniorenbereich wurde er dann an verschiedene Vereine verliehen, bis er am 11. August 2017 für Split in der ersten Liga Kroatiens debütierte. Im Heimspiel gegen NK Istra 1961 gelang ihm als Torhüter sogar ein Kopfballtor zum 3:2-Sieg in der Nachspielzeit.
Im Juli 2018 wechselte er dann für eine Ablösesumme von 3 Millionen Euro zum belgischen Spitzenklub FC Brügge. In seinem ersten Pflichtspiel gewann er auf Anhieb den Belgischen Superpokal mit einem 2:1-Sieg gegen Standard Lüttich. Nachdem Letica zunächst als Stammtorhüter in die Saison gestartet war und zwölf Ligaspiele sowie drei weitere Partien in der Champions League bestritten hatte, verlor er ab November 2018 seinen Stammplatz an Ethan Horvath und blieb für den Rest der Saison ohne Einsatz. Nachdem der Verein im Sommer 2019 zudem Simon Mignolet verpflichtet hatte, wurde Letica Mitte August 2019 für ein Jahr mit anschließender Kaufoption an SPAL Ferrara in der italienischen Serie A verliehen. Bis zur Unterbrechung der Saison infolge der COVID-19-Pandemie im März 2020 stand er auch dort zunächst bei keinem Spiel auf dem Platz, erst nach der Unterbrechung absolvierte er zehn Spiele in Vertretung für den verletzten Stammtorhüter Etrit Berisha und kehrte anschließend nach Brügge zurück. Im Oktober 2020 wurde er erneut in die italienische Serie A an Sampdoria Genua verliehen, wo er als Ersatztorhüter hinter Emil Audero fungierte.
Im Oktober 2021 ging Letica nach Rumänien, wo ihn der Erstligist CFR Cluj verpflichtete. Mit der Mannschaft wurde er am Saisonende rumänischer Meister, konnte sich jedoch erneut nicht als Stammtorhüter durchsetzen und bestritt lediglich vier Ligaspiele. Im Sommer 2022 verließ er den Verein wieder und war daraufhin vorübergehend vereinslos. Im Oktober 2022 nahm ihn der Ligakonkurrent FC Hermannstadt unter Vertrag, bei dem er anschließend Stammspieler wurde.
Zu Beginn der anschließenden Saison 2023/24 bestritt er noch fünf Spiele mit Hermannstadt, ehe er den Verein im August 2023 verließ und zum Schweizer Erstligisten FC Lausanne-Sport wechselte.

## Nationalmannschaft
Der Torhüter spielte 14 Mal für die U19 Kroatiens und debütierte am 4. September 2017 in der U21-Nationalmannschaft bei einem Freundschaftsspiel gegen Österreich (0:0) in Hartberg. Er wurde in der Halbzeit für Adrian Šemper eingewechselt. Es blieb sein einziger Einsatz für die Mannschaft. Im Herbst 2018 gehörte er zudem bei mehreren Spielen dem Kader der kroatischen A-Nationalmannschaft an, ohne dort zum Einsatz zu kommen.

## Erfolge
- Rumänischer Meister: 2022
- Belgischer Superpokalsieger: 2019